# Chuỗi hội tụ
Trong toán học, một chuỗi là một tổng hình thức các số hạng của một dãy số vô hạn.
Cho một dãy vô hạn {\displaystyle (a_{1},a_{2},a_{3},\dots ),} tổng thành phần thứ n của nó Sn là tổng của n số hạng đầu tiên của chuỗi. Tức là,
{\displaystyle S_{n}=\sum _{k=1}^{n}a_{k}.}
Một chuỗi được gọi là hội tụ nếu dãy các tổng thành phần của nó {\displaystyle (S_{1},S_{2},S_{3},\dots )} hội tụ đến một giới hạn; điều đó có nghĩa là các tổng thành phần dần dần tiến gần hơn và gần hơn đến một số xác định.
Chính xác hơn, một chuỗi là hội tụ, nếu tồn tại một số xác định {\displaystyle \ell } sao cho với mỗi số dương nhỏ tùy ý {\displaystyle \varepsilon }, tồn tại một số nguyên (đủ lớn) {\displaystyle N}, sao cho với mọi {\displaystyle n\geq N},
{\displaystyle \left|S_{n}-\ell \right\vert <\varepsilon .}
Nếu chuỗi hội tụ, số {\displaystyle \ell } (nhất thiết phải là duy nhất) được gọi là tổng của chuỗi.
Bất kỳ chuỗi nào không hội tụ được gọi là phân kỳ.

## Ví dụ về chuỗi hội tụ và phân kỳ
- Chuỗi nghịch đảo của các số nguyên dương là một chuỗi phân kỳ (cũng được gọi là chuỗi điều hòa): 
{\displaystyle {1 \over 1}+{1 \over 2}+{1 \over 3}+{1 \over 4}+{1 \over 5}+{1 \over 6}+\cdots \rightarrow \infty .}
- Chuỗi đan dấu các nghịch đảo của các số nguyên dương là một chuỗi hội tụ (chuỗi điều hòa đan dấu): 
{\displaystyle {1 \over 1}-{1 \over 2}+{1 \over 3}-{1 \over 4}+{1 \over 5}-\cdots =\ln(2)}
- Chuỗi nghịch đảo của các số nguyên tố là một chuỗi phân kỳ: 
{\displaystyle {1 \over 2}+{1 \over 3}+{1 \over 5}+{1 \over 7}+{1 \over 11}+{1 \over 13}+\cdots \rightarrow \infty .}
- Chuỗi nghịch đảo của các số tam giác là một chuỗi hội tụ: 
{\displaystyle {1 \over 1}+{1 \over 3}+{1 \over 6}+{1 \over 10}+{1 \over 15}+{1 \over 21}+\cdots =2.}
- Chuỗi nghịch đảo của các giai thừa là một chuỗi hội tụ (xem e): 
{\displaystyle {\frac {1}{1}}+{\frac {1}{1}}+{\frac {1}{2}}+{\frac {1}{6}}+{\frac {1}{24}}+{\frac {1}{120}}+\cdots =e.}
- Chuỗi nghịch đảo của các số chính phương là một chuỗi hội tụ (bài toán Basel): 
{\displaystyle {1 \over 1}+{1 \over 4}+{1 \over 9}+{1 \over 16}+{1 \over 25}+{1 \over 36}+\cdots ={\pi ^{2} \over 6}.}
- Chuỗi nghịch đảo của các lũy thừa cơ số 2 là một chuỗi hội tụ: 
{\displaystyle {1 \over 1}+{1 \over 2}+{1 \over 4}+{1 \over 8}+{1 \over 16}+{1 \over 32}+\cdots =2.}
- Chuỗi nghịch đảo các lũy thừa cơ số n là một chuỗi hội tụ: 
{\displaystyle {1 \over 1}+{1 \over n}+{1 \over n^{2}}+{1 \over n^{3}}+{1 \over n^{4}}+{1 \over n^{5}}+\cdots ={n \over n-1}.}
- Chuỗi đan dấu các nghịch đảo của lũy thừa cơ số 2 là một chuỗi hội tụ: 
{\displaystyle {1 \over 1}-{1 \over 2}+{1 \over 4}-{1 \over 8}+{1 \over 16}-{1 \over 32}+\cdots ={2 \over 3}.}
- Chuỗi đan dấu các nghịch đảo của lũy thừa cơ số n là một chuội hội tụ: 
{\displaystyle {1 \over 1}-{1 \over n}+{1 \over n^{2}}-{1 \over n^{3}}+{1 \over n^{4}}-{1 \over n^{5}}+\cdots ={n \over n+1}.}
- Chuỗi nghịch đảo của các số Fibonacci là một chuỗi hội tụ (xem ψ): 
{\displaystyle {\frac {1}{1}}+{\frac {1}{1}}+{\frac {1}{2}}+{\frac {1}{3}}+{\frac {1}{5}}+{\frac {1}{8}}+\cdots =\psi .}

## Các tiêu chuẩn hội tụ
Có một số phương pháp xác định xem một chuỗi hội tụ hay phân kỳ, được gọi là các tiêu chuẩn hội tụ. 

Nếu chuỗi màu xanh, là hội tụ thì chuỗi nhỏ hơn cũng là hội tụ. Nếu chuỗi màu đỏ là phân kỳ, thì chuỗi lớn hơn cũng là phân kỳ.

Tiêu chuẩn so sánh. Nếu,
với mọi n, {\displaystyle 0\leq \ a_{n}\leq \ b_{n}} và {\displaystyle \sum _{n=1}^{\infty }b_{n}} hội tụ, thế thì {\displaystyle \sum _{n=1}^{\infty }a_{n}} hội tụ.
Nếu,
với mọi n, {\displaystyle 0\leq \ b_{n}\leq \ a_{n}} và {\displaystyle \sum _{n=1}^{\infty }b_{n}} phân kỳ, thế thì {\displaystyle \sum _{n=1}^{\infty }a_{n}} phân kỳ.
Tiêu chuẩn D'Alembert (hay tiêu chuẩn tỷ lệ). Giả sử rằng với mọi n, {\displaystyle a_{n}} khác 0. Giả sử tồn tại {\displaystyle r} sao cho
{\displaystyle \lim _{n\to \infty }\left|{\frac {a_{n+1}}{a_{n}}}\right|=r.}
Nếu r <1, thì chuỗi hội tụ tuyệt đối. Nếu r > 1, thì chuỗi phân kỳ. Nếu r = 1, tiêu chuẩn D'Alembert không áp dụng, cần sử dụng phương pháp khác.
Tiêu chuẩn Cauchy (hay tiêu chuẩn căn thức). Giả sử rằng các số hạng của chuỗi là không âm. Xác định r như sau:
{\displaystyle r=\limsup _{n\rightarrow \infty }{\sqrt[{n}]{|a_{n}|}},}
Nếu r <1, thì chuỗi hội tụ. Nếu r > 1, thì chuỗi phân kỳ. Nếu r = 1, tiêu chuẩn Cauchy không áp dụng, cần sử dụng phương pháp khác.
Tiêu chuẩn tích phân Cauchy.Giả sử {\displaystyle f(n)=a_{n}} với {\displaystyle f} là một  hàm số dương đơn điệu giảm. Nếu
{\displaystyle \int _{1}^{\infty }f(x)\,dx=\lim _{t\to \infty }\int _{1}^{t}f(x)\,dx<\infty ,}
thì chuỗi hội tụ. Nếu tích phân phân kỳ thì chuỗi phân kỳ.
Tiêu chuẩn so sánh giới hạn. Nếu {\displaystyle \left\{a_{n}\right\},\left\{b_{n}\right\}>0} và giới hạn {\displaystyle \lim _{n\to \infty }{\frac {a_{n}}{b_{n}}}} tồn tại và khác không, thì {\displaystyle \sum _{n=1}^{\infty }a_{n}} hội tụ khi và chỉ khi {\displaystyle \sum _{n=1}^{\infty }b_{n}} hội tụ.
Tiêu chuẩn Leibniz. Với một chuỗi đan dấu {\displaystyle \sum _{n=1}^{\infty }a_{n}(-1)^{n}}, nếu {\displaystyle \left\{a_{n}\right\}} giảm đơn điệu và có giới hạn bằng 0 ở vô cực thì chuỗi hội tụ.
Dấu hiệu Abel
Dấu hiệu Dirichlet

## Hội tụ tuyệt đối và hội tụ có điều kiện

Minh họa sự hội tụ có điều kiện của chuỗi lũy thừa của log(z+1) gần điểm 0 được tính tại z = exp((π−1/3)i). Độ dài của đoạn đường nối là vô hạn.

Với một dãy bất kỳ {\displaystyle \left\{a_{1},\ a_{2},\ a_{3},\dots \right\}}, {\displaystyle a_{n}\leq \ \left|a_{n}\right\vert } với mọi n.  Vì thế,
{\displaystyle \sum _{n=1}^{\infty }a_{n}\leq \ \sum _{n=1}^{\infty }\left|a_{n}\right\vert .}
Điều này có nghĩa là (theo dấu hiệu so sánh) nếu {\displaystyle \sum _{n=1}^{\infty }\left|a_{n}\right\vert } hội tụ, thì {\displaystyle \sum _{n=1}^{\infty }a_{n}} cũng phải hội tụ (nhưng đảo lại không đúng).
Nếu chuỗi {\displaystyle \sum _{n=1}^{\infty }\left|a_{n}\right\vert } hội tụ, thì {\displaystyle \sum _{n=1}^{\infty }a_{n}} được gọi là hội tụ tuyệt đối. Một dãy hội tụ tuyệt đối là dãy mà độ dài đoạn thẳng tạo ra khi nối lại tất cả các phần tăng thêm của tổng riêng có độ dài hữu hạn. Chuỗi lũy thừa của hàm mũ hội tụ tuyệt đối ở mọi nơi.
Nếu chuỗi {\displaystyle \sum _{n=1}^{\infty }a_{n}} hội tụ nhưng chuỗi {\displaystyle \sum _{n=1}^{\infty }\left|a_{n}\right\vert } lại phân kỳ, thì chuỗi {\displaystyle \sum _{n=1}^{\infty }a_{n}} là hội tụ có điều kiện. Đoạn đường tạo ra khi nối các tổng riêng của một chuỗi hội tụ có điều kiện có độ dài vô hạn. Thí dụ, chuỗi lũy thừa của hàm logarit là hội tụ có điều kiện.
Định lỹ chuỗi Riemann khẳng định rằng nếu một chuỗi hội tụ có điều kiện, có thể đổi chỗ các số hạng trong chuỗi theo một cách sao cho chuỗi hội tụ đến giá trị tùy ý, hay thậm chí là phân kỳ.

## Hội tụ đều
Cho {\displaystyle \left\{f_{1},\ f_{2},\ f_{3},\dots \right\}} là một dãy các hàm số.  Chuỗi {\displaystyle \sum _{n=1}^{\infty }f_{n}} được gọi là hội tụ đều đến f nếu dãy các tổng riêng {\displaystyle \{s_{n}\}} xác định bởi
{\displaystyle s_{n}(x)=\sum _{k=1}^{n}f_{k}(x)}
hội tụ đều đến f.
Có một tiêu chuẩn hội tụ cho chuỗi hàm vô hạn giống với tiêu chuẩn so sánh trên, được gọi là Dấu hiệu M Weierstrass.

## Tiêu chuẩn hội tụ Cauchy
Tiêu chuẩn hội tụ Cauchy khẳng định rằng một chuỗi
{\displaystyle \sum _{n=1}^{\infty }a_{n}}
hội tụ khi và chỉ khi dãy tổng riêng là một dãy Cauchy. Điều này nghĩa là với mỗi {\displaystyle \varepsilon >0,} tồn tại một số nguyên dương {\displaystyle N} sao cho với mọi {\displaystyle n\geq m\geq N} ta có
{\displaystyle \left|\sum _{k=m}^{n}a_{k}\right|<\varepsilon ,}
điều này tương đương với
{\displaystyle \lim _{n\to \infty  \atop m\to \infty }\sum _{k=n}^{n+m}a_{k}=0.}